# Miss América Latina 2014
La 28° edición del Miss América Latina se celebró el 6 de septiembre de 2014 en el Hotel Barceló Bávaro Beach Resort en Punta Cana, República Dominicana. 23 candidatas de diferentes países y territorios autónomos compitieron por la corona de dicho certamen de belleza, donde Julia Guerra de Brasil coronó a Nicole Pinto de Panamá como su sucesora. 
El 14 de noviembre de 2014 se hizo pública la decisión de Nicole Pinto, de ceder el título de Miss América Latina 2014, para ser la representante de Panamá en el Miss Mundo 2014 luego de la destitución de Raiza Erlenbaugh, siendo que Nicole fue la Finalista del Miss Panamá Mundo 2014. Yanire Ortiz asciende al título de Miss América Latina del Mundo que deja vacante la panameña Nicole Pinto con su renuncia para perseguir otras metas personales.  
El 1 de diciembre de 2014 Yanire Ortiz fue coronada Miss América Latina del Mundo 2014 en una ceremonia oficiada por el Alcalde Francisco Ignacio Delgado Bonilla en el Ayuntamiento de Vélez-Málaga.

## Posiciones
| Resultado                           | Delegada |
| Miss América Latina 2014 (Renunció) | - Panamá - Nicole Pinto |
| Miss América Latina 2014 (Sucesora) | - España - Yanire Ortiz |
| 1.ª. Finalista                      | - Brasil - Patrícia Guerra |
| 2.ª. Finalista                      | - Guatemala - Michelle Cohn |
| 3.ª. Finalista                      | - Perú - Miluska Huaroto |
| Semifinalistas (Top 12)             | - Argentina - Lucía Scholtus - Canadá - Ninela Sánchez - Chile - Paz Belén Luna - Portugal - Ana Carolina Alves - República Dominicana - Alba Blair - USA Latina - Karla Ferrari - Venezuela - Vicmary Rivero |

### Reinas Continentales
Sobre la base de logros académicos se otorgan los premios de reinas continentales a las delegadas de:
| Continente             | Candidata                    |
| Norte América y Caribe | USA Latina - Karla Ferrari   |
| América Central        | Nicaragua - Ariadna Orellana |
| Sur América            | Bolivia - Giomara Filipovich |
| Europa Latina          | España - Yanire Ortíz        |

### Trajes Nacionales
| Premio             | Ganadora                     |
| Traje típico       | Paraguay - Patricia Rolon    |
| Traje de Fantasía  | Ecuador - Cristina Correa    |
| Traje más original | Honduras - Helen Soad Torres |

## Candidatas
| - Argentina, Lucía Scholtus - Bolivia, Giomara Filipovich Zarate - Brasil, Paula Guerra - Canadá, Ninela Sánchez - Chile, Paz Belén Luna - Colombia, Doraine Acevedo - Costa Rica, Laura Barrantes - Ecuador, Cristina Correa - El Salvador, Ana Cecilia Lizama - España, Yanire Ortiz - España Latina, Sarai Guzmán Guzmán - Guatemala, Michelle Cohn Bech | - Honduras, Helen Soad Torres - México, Annie Maldonado - Nicaragua, Ariadna Orellana - Panamá, Nicole Pinto - Paraguay, Patricia Rolon - Perú, Miluska Huaroto Maradiegue - Portugal, Ana Carolina Alves - Puerto Rico, Andrea Pergola - República Dominicana, Alba Blair - USA Latina, Karla Ferrari - Venezuela, Vicmary Rivero Rodríguez |

## Datos del Concurso y las Candidatas
- Ninela Sánchez Miss Canadá es de origen Venezolano.
- Sarai Arias Miss España Latina es de origen Colombiano.
- Grisel Rosseli Carballo de  Belice y Ornella Trifiletti de  Italia no participarán por problemas personales.

### Retiros
- Belice
- Cataluña
- Países Bajos
- Italia
- Reino Unido
- Uruguay

### Regresos
- Bolivia
- El Salvador
- España
- España Latina

## Crossovers
- Algunas candidatas compitieron o competirán en algún otro certamen Internacional

Miss Mundo
- 2014:  Panamá: Nicole Pinto (TBA)

Miss Grand Internacional
- 2013:  Guatemala: Michelle Cohn

Reina Mundial del Banano
- 2013:  Guatemala: Michelle Cohn

Miss Teen Américas
- 2013:  Honduras: Helen Torres (Top 7)

Miss Costa Maya Internacional
- 2013:  Nicaragua: Ariadna Orellana (Primera Finalista)

Miss Trifinio
- 2013:  Honduras: Helen Torres

World University
- 2011:  Perú: Miluska Huaroto